# 12590 Ballantine
1999 RN125 är en asteroid i huvudbältet som upptäcktes den 9 september 1999 av LINEAR i Socorro County, New Mexico. Den är uppkallad efter Mary Shea Ballantine.
Asteroiden har en diameter på ungefär 4 kilometer.